# Adolphe Dumas
Adolphe Dumas (Caumont-sur-Durance, 18 dicembre 1805 – Dieppe, 15 agosto 1861) è stato un poeta, scrittore e drammaturgo francese.
Nato presso la Certosa di Bonpas a Caumont-sur-Durance (Vaucluse) il 18 dicembre 1805 e morto a Puys, località nel territorio comunale di Dieppe (Senna Marittima), il 15 agosto 1861, è stato un poeta e un drammaturgo francese. Il suo posto nel pantheon letterario gli fu assicurato da un verso sfortunato, detto "verso dell'aringa affumicata", divenuto un esempio classico della figura retorica detta kakemphaton.

## Biografia
Compì i suoi studi ad Avignone, poi a Parigi, ove era stato invitato a raggiungerla la sorella Laura. Egli si mescolò attivamente al movimento letterario del 1830 e cantò la Rivoluzione di luglio in un ditirambo intitolato Les Parisiennes (it.= I parigini).
Nel 1835 pubblicò un'epopea di cinquemila versi, La Cité des hommes (it.=La città degli uomini), che non ebbe alcuna eco presso il pubblico. Si volse quindi al teatro. La sua prima opera fu un dramma filosofico dal titolo Fin de la comédie, ou la Mort de Faust et de Dom Juan (it.=Fine della commedia, ovvero la Morte di Faust e di Don Giovanni), fu ricevuta dal comitato di lettura del Teatro Francese ma fu vietata la rappresentazione dalla censura. 
La seconda, Le Camp des croisés (it.=L'accampamento dei Crociati), fu fischiata dal pubblico già dalla prima rappresentazione al Teatro dell'Odéon nel 1838.
Nonostante la presenza di Frédérick Lemaître nel ruolo di protagonista, la sua terza opera, Mademoiselle de La Vallière, ebbe la stessa accoglienza di pubblico della precedente. Fu seguita da una commedia, L'École des familles (it.= La scuola delle famiglie), che ebbe un certo successo.  Lo scacco del suo ultimo dramma, Deux hommes, ou Un secret du monde (it.=Due uomini, o Un segreto del mondo) mise fine alla sua carriera teatrale nel 1849.
Nel 1855 fu incaricato dal Ministro dell'Istruzione pubblica, Hippolyte Fortoul, di raccogliere i canti popolari della Provenza. Fu nel corso di questo incarico che incontrò il poeta Frédéric Mistral nel suo villaggio natale di Maillane. Mistral gli lesse in provenzale degli estratti di Mirèio (Mireille), il cui manoscritto non era ancora completo. Dumas ne rimase entusiasmato. Quando Mistral si recò in visita a Parigi due anni dopo, Dumas lo presentò a Lamartine, che a sua volta si entusiasmò e consacrò 79 pagine a Mireille nel suo Corso famigliare di letteratura.. 
Nel capitolo delle sue Memorie ove racconta la scoperta del suo capolavoro, Mistral fa questo ritratto del "poeta di Parigi" che "la buona stella dei felibristi" gli aveva portato:
(Frédéric Mistral, Moun espelido, memori e raconte. Mes origines, mémoires et récits de Frédéric Mistral. Texte provençal et français, Plon-Nourrit et Cie, Paris, 1906, chap. XVI. Texte en ligne.)

## Il kakemphaton delCamp des croisés
Il calembour involontario che fece cadere Le Camp des croisés si trova nei due versi seguenti:
(Adolphe Dumas)
In seguito questo kakemphaton fu spesso attribuito Victor Hugo. 
Nelle sue Ricreazioni letterarie,  Albert Cim riporta che, secondo Onésime Reclus, Victor Hugo era il primo a ridere di questa battuta di spirito e, quando essa ricompariva, non mancava mai di ribattere facendo dei versi come ne farebbe un anziano. »
Ma ciò che si rimprovera innanzitutto a questo "dramma umanitario e panteistico" è la sua totale mancanza di chiarezza. Théophile Gautier parla così di un'"intrigo inafferrabile", reso ancora più confuso da "uno stile simbolico, carico di colore, lirico fuori misura e senza proposito", che fa perdere il filo "come una nota confusa nella vasta sinfonia in la eseguita dai fischi del pubblico ». Alphonse Karr ha raccontato inoltre di un altro "incidente" durante la prima:
(Alphonse Karr, Les Guêpes, 3ème série, Victor Lecou et Blanchard, Paris, 1853, p. 124.)
I due Dumas non diventarono meno amici e pubblicarono insieme nel 1844 un breve racconto di viaggio intitolato Temple et hospice du Mont-Carmel, en Palestine (it.=Templi e ostelli del Monte Carmelo).

## Il poeta
Per fare stampare la sua Cité des hommes, aveva bussato invano alle case editrici. Fu uno dei suoi fratelli che se ne fece carico. Prima di estinguersi nel silenzio, questo vasto poema, "tremenda baraonda di utopie e sogni », fu severamente giudicato da  Sainte-Beuve, che scriveva :
(Sainte-Beuve, Critiques et portraits littéraires, 2ème édition, Raymond Bocquet, Parigi, vol. III, 1841, p. 471-472.)
Dumas più fortuna con la sua raccolta intitolata Provence, che fu salutata in particolare da Théodore de Banville. Qualche tempo dopo la morte di Dumas Théodore de Banville rese un vibrante omaggio a questo poeta, che egli considerava un genio mancato:
(Théodore de Banville, La Presse, 9 giugno 1863. Citato da Pierre Larousse.)

## Opere
Poesie
- Les Parisiennes, chant de la Révolution de 1830 (v. 1832)
- La Cité des hommes (1835)
- Provence (1840)

Teatro
- Le Camp des croisés, dramma in 5 atti e in versi, Parigi, Teatro dell'Odéon, 3 febbraio 1838
- Mademoiselle de La Vallière, dramma in 5 atti, in versi, Parigi, Théâtre de la Porte Saint-Martin, 15 maggio 1843
- L'École des familles, comédie en 5 actes, in versi, Parigi, Théâtre-Historique, 20 maggio 1847
- Deux hommes, ou Un secret du monde, dramma in 5 atti, in versi, Parigi, Théâtre de la République, 25 ottobre 1849

Varie
- Temple et hospice du Mont-Carmel, en Palestine, con Alexandre Dumas (1844) (FR)  Texte en ligne
- Les Philosophes baptisés, études (1845)
- Correspondance de Frédéric Mistral et Adolphe Dumas : 1856-1861, Ophrys, Gap, 1959

## Memoria

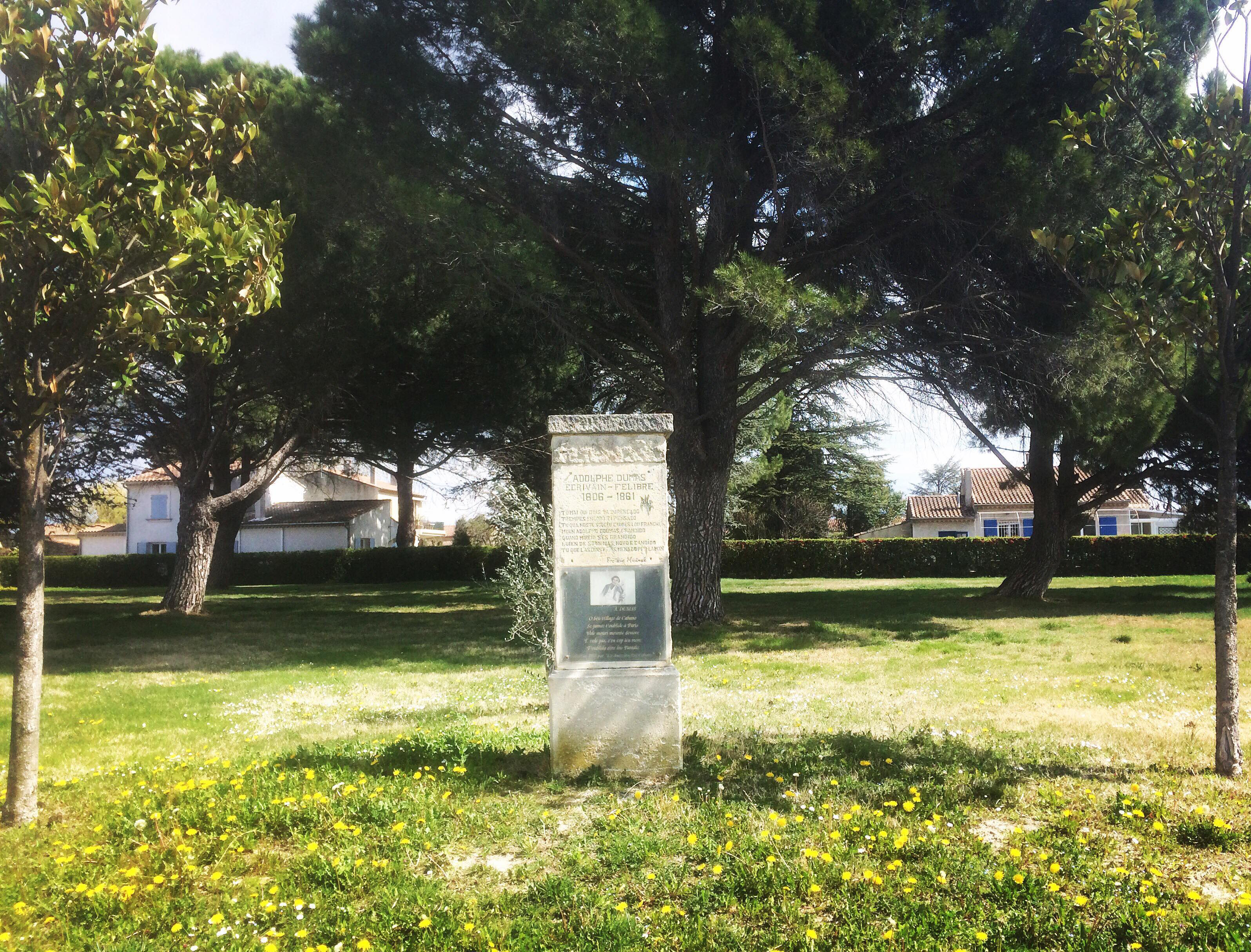
Monumento commémorativo, realizzato e inaugurato nel 2013 a Cabannes (Bocche del Rodano) dall'associazione degli Amici del Vieux Cabannes

Nel novembre 2013 è stato inaugurato un monumento alla memoria del poeta est nella città di Cabannes (Bouches-du-Rhône), all'intersezione dell'avenue Jean Moulin e dell'avenue Paul Cézanne.